# Liste der Bürgermeister von Gooise Meren
Dies ist die Liste der Bürgermeister der Gemeinde Gooise Meren in der niederländischen Provinz Nordholland seit ihrer Gründung am 1. Januar 2016.
| Bürgermeister | Bürgermeister              | Partei | Partei | Amtszeit  | Anmerkungen   |
| ------------- | -------------------------- | ------ | ------ | --------- | ------------- |
|               | Albertine van Vliet-Kuiper |        | D66    | 2016–2017 | kommissarisch |
|               | Han ter Heegde             |        | VVD    | 2017–     | [ 2 ]         |